# Kadaszman-Harbe I
Kadaszman-Harbe I (kas. Kadašman-Harbe, tłum. „On ufa bogu Harbe”) – jeden ze słabo znanych władców Babilonii z dynastii kasyckiej, ojciec Kurigalzu I. Znany jedynie z tekstów prawnych, które wymieniają jego imię.